# Pol Pot
Saloth Sar (provincie Kampong Thum, 19 mei 1925 – Anlong Veng, 15 april 1998), beter bekend als Pol Pot (Khmer: ប៉ុល ពត), was een Cambodjaanse maoïstische revolutionair die de Rode Khmer leidde van 1963 tot zijn dood in 1998. Van 1975 tot 1979 was hij de premier van Democratisch Kampuchea. Pol Pot werd leider van Cambodja op 17 april 1975. Tijdens zijn heerschappij stelde hij het agrarisch socialisme in, waardoor hij stadsbewoners dwong te verhuizen naar het platteland om op collectieve boerderijen te werken en dwangarbeid te verrichten. De gecombineerde effecten van dwangarbeid, ondervoeding, slechte medische zorg en executies resulteerden in de dood van ongeveer 21% van de Cambodjaanse bevolking. In totaal zijn naar schatting 1,5 tot 2 miljoen mensen gestorven onder zijn leiderschap.
In 1979, na de Vietnamese invasie van Cambodja, vluchtte Pol Pot naar de jungles van Zuidwest-Cambodja en het Rode Khmerbewind stortte in. Van 1979 tot 1997 verbleven hij en een overblijfsel van de oude Rode Khmer nabij de grens van Cambodja en Thailand, waar zij zich aan de macht vastklampten, met een nominale erkenning van de Verenigde Naties als de rechtmatige regering van Cambodja. Pol Pot stierf in 1998, terwijl hij onder huisarrest stond door de factie van Ta Mok van de Rode Khmer. Sinds zijn dood blijven er geruchten opduiken dat hij zou zijn vergiftigd.

## Biografie

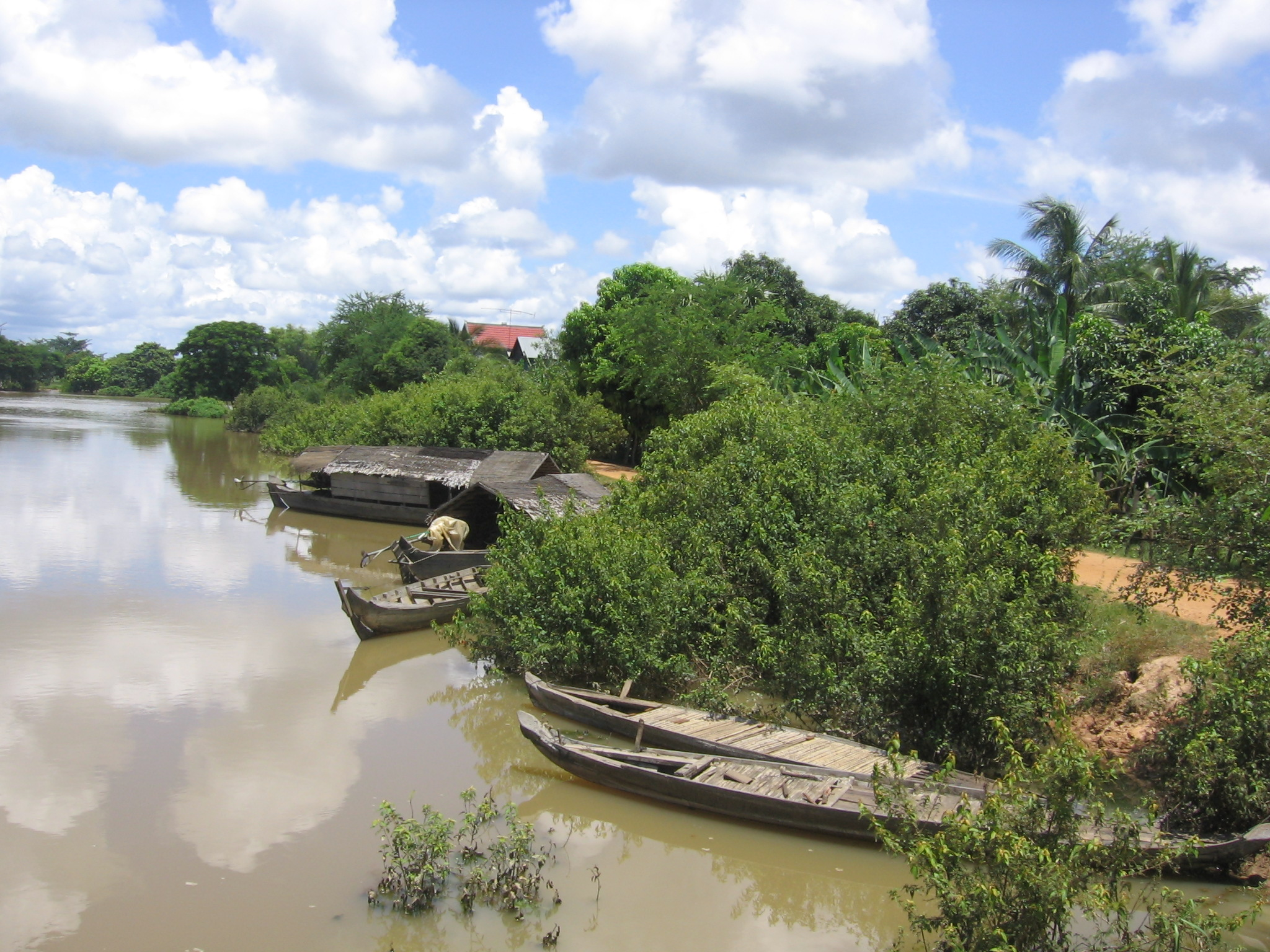
Pol Pots geboorteplaats Prek Sbauv

Pol Pots werkelijke naam was Saloth Sar en sommige bronnen geven als geboortejaar 1925. Zijn nicht was een concubine van de koning van Cambodja. Hij studeerde in een boeddhistisch klooster en was twee jaar monnik. Vervolgens lukte het hem via zijn connecties een studiebeurs te bemachtigen. Hij begon op zijn 24e in Parijs aan een studie elektrotechniek. In Parijs raakte hij betrokken bij politieke activiteiten en hij verwaarloosde zijn studie. Zijn studiebeurs werd ingetrokken en hij keerde terug naar Cambodja, waar hij zich aansloot bij de Indochinese communistische partij van Hồ Chí Minh en meevocht in de Eerste Indochinese Oorlog tegen de Fransen.
Na de val van Điện Biên Phủ verlieten de Fransen Cambodja. Prins Norodom Sihanouk probeerde alle macht naar zich toe te trekken. In 1956 werd Pol Pot leraar en trouwde hij met een lerares die hij uit Parijs kende. In 1960 werd hij lid van de Communistische Partij van Cambodja. In 1963 werd hij gekozen tot secretaris van het centraal comité van de partij. In datzelfde jaar vluchtte hij de bergen in. Van daaruit leidde hij de guerrillastrijd van de militaire vleugel van de maoïstische communistische partij, de Rode Khmer. Hij raakte onder de indruk van de bergvolkeren, die zelfvoorzienend waren en geen geldeconomie hadden. Hij bezocht voor zijn machtsovername meerdere malen (in het geheim) zijn grote leermeester Mao in China. Mao trad op als beschermheer van Pol Pot en steunde de zaak van Angka materieel en ideologisch. Mao hoefde echter niet op dankbaarheid te rekenen. Een collega van Pot, Kea Mas, die zich lovend over Mao had uitgelaten, werd doodgemarteld.
Na de afzetting van Sihanouk door Lon Nol bestreed Pot de laatste. Toen de Amerikanen Cambodja begonnen te bombarderen in het kader van de Vietnamoorlog en Cambodja binnenvielen om aldaar gelegerde Vietcong-troepen aan te vallen, dreven ze de plattelandsbevolking in de armen van Pol Pot. De Rode Khmer werd steeds sterker en het regime van Lon Nol zakte in elkaar. Ten slotte vluchtte Lon Nol naar de Verenigde Staten.
Op 17 april 1975 trok de Rode Khmer de Cambodjaanse hoofdstad Phnom Penh binnen. Pol Pot werd premier van Cambodja, dat werd omgedoopt tot Democratisch Kampuchea. Hij trachtte op bloedige wijze van Cambodja een autarkische communistische landbouwstaat te maken in navolging van Mao's Denken. Steden moesten verdwijnen en iedereen moest boer worden. Geld, onderwijs, godsdienst en privébezit werden afgeschaft. Huwelijken werden voortaan gearrangeerd en kinderen werden gescheiden van hun ouders. Personen die niet meewerkten werden omgebracht. Ook intellectuelen en academici werden gedood, waarbij het dragen van een bril of het spreken van een vreemde taal iemand tot verdachte maakte. Pol Pot geloofde namelijk niet in hun ideeën en beschouwde hen als lastige obstakels. Over het geïsoleerde regime van Pol Pot was aanvankelijk niets bekend, maar na verloop van tijd werd het voor de buitenwereld duidelijk wat er in Cambodja gebeurde.
Op 25 december 1978 vielen troepen van Vietnam Cambodja binnen en verdreven de Rode Khmer. Pol Pot vluchtte met dertigduizend Rode Khmers en bijna honderdduizend burgers naar de grens met Thailand en wist nog bijna twintig jaar stand te houden in de jungle, gesteund door Thailand dat hem gebruikte als buffer tegen de Vietnamezen. Cambodja werd bezet door Vietnam. De bezetters installeerden een marionettenbewind en maakten duidelijk wat voor misdaden er waren gepleegd onder het bewind van Pol Pot. Ze veroordeelden het regime als 'rood fascistisch'. In 1989 trokken de Vietnamezen zich terug, omdat ze niet langer financieel werden gesteund door de Sovjet-Unie, die op dat moment zelf in elkaar viel. Pol Pot trok zich terug in Anlong Veng.

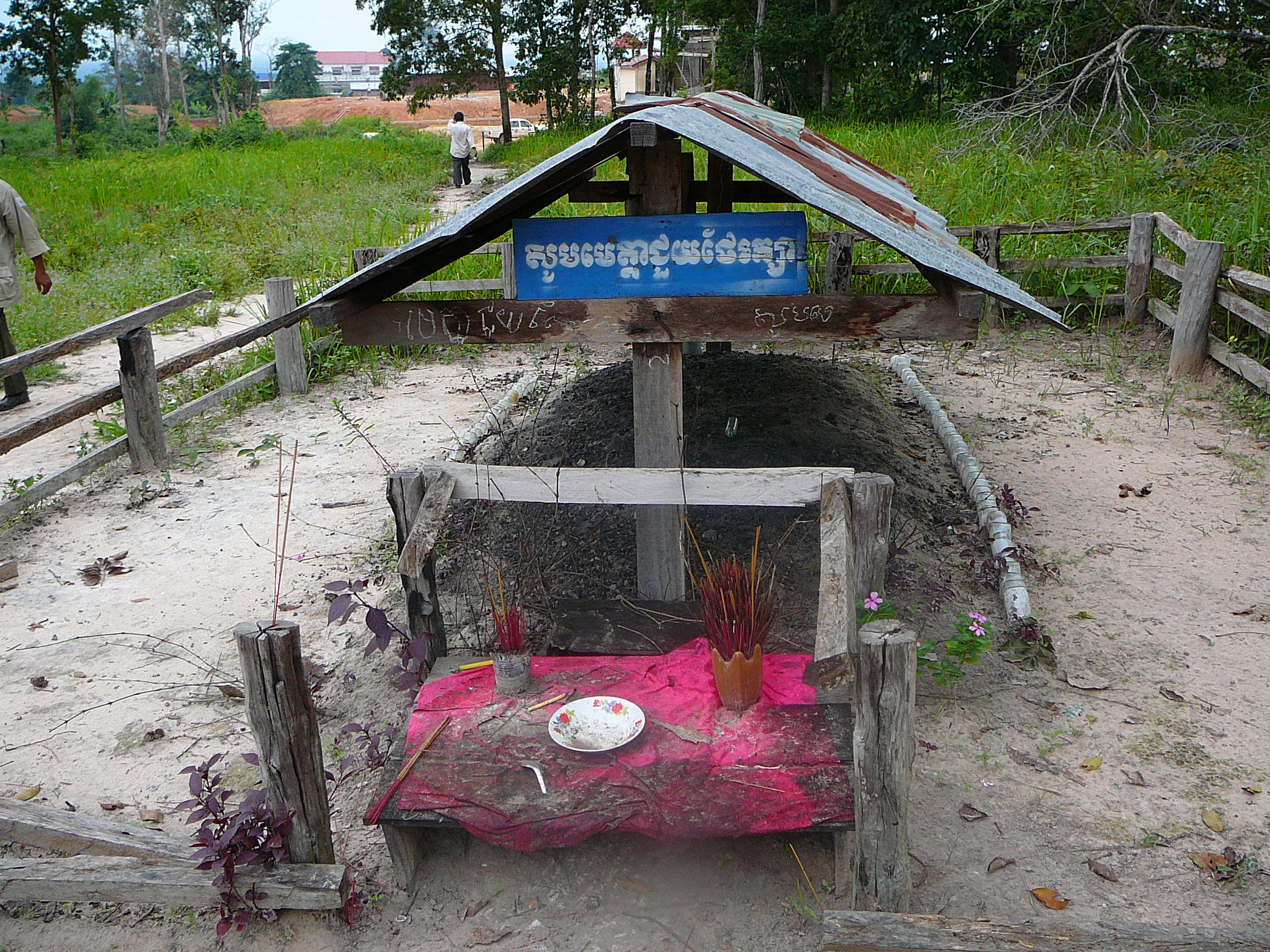
Het graf van Pol Pot, vlak bij Anlong Veng

Vanaf 1996 stortte het Rode Khmer-leger ineen. Steeds meer Rode Khmers liepen over naar het Cambodjaanse regeringsleger. Zelfs de kopstukken deserteerden. Ten slotte werd Pol Pot door zijn vroegere nummer twee, Ta Mok, berecht en tot levenslang huisarrest veroordeeld. In april 1998 viel het regeringsleger hun laatste bolwerk aan. Ta Mok vluchtte het oerwoud in, samen met Pol Pot, die enkele dagen later overleed. Zijn officiële doodsoorzaak is een hartinfarct, maar de omstandigheden rond zijn dood zijn verdacht en zijn lijk werd op een vuilnishoop verbrand voor het officieel onderzocht kon worden. Enkele dagen eerder had de Amerikaanse president Clinton gesteld dat Pol Pot wegens zijn misdaden terecht zou moeten staan. Mogelijk pleegde hij daarom zelfmoord. Een andere theorie is dat hem door anderen het zwijgen is opgelegd, omdat ze bang waren voor wat hij tijdens een proces over hen zou verklaren.